# Jüdischer Friedhof Eberbach

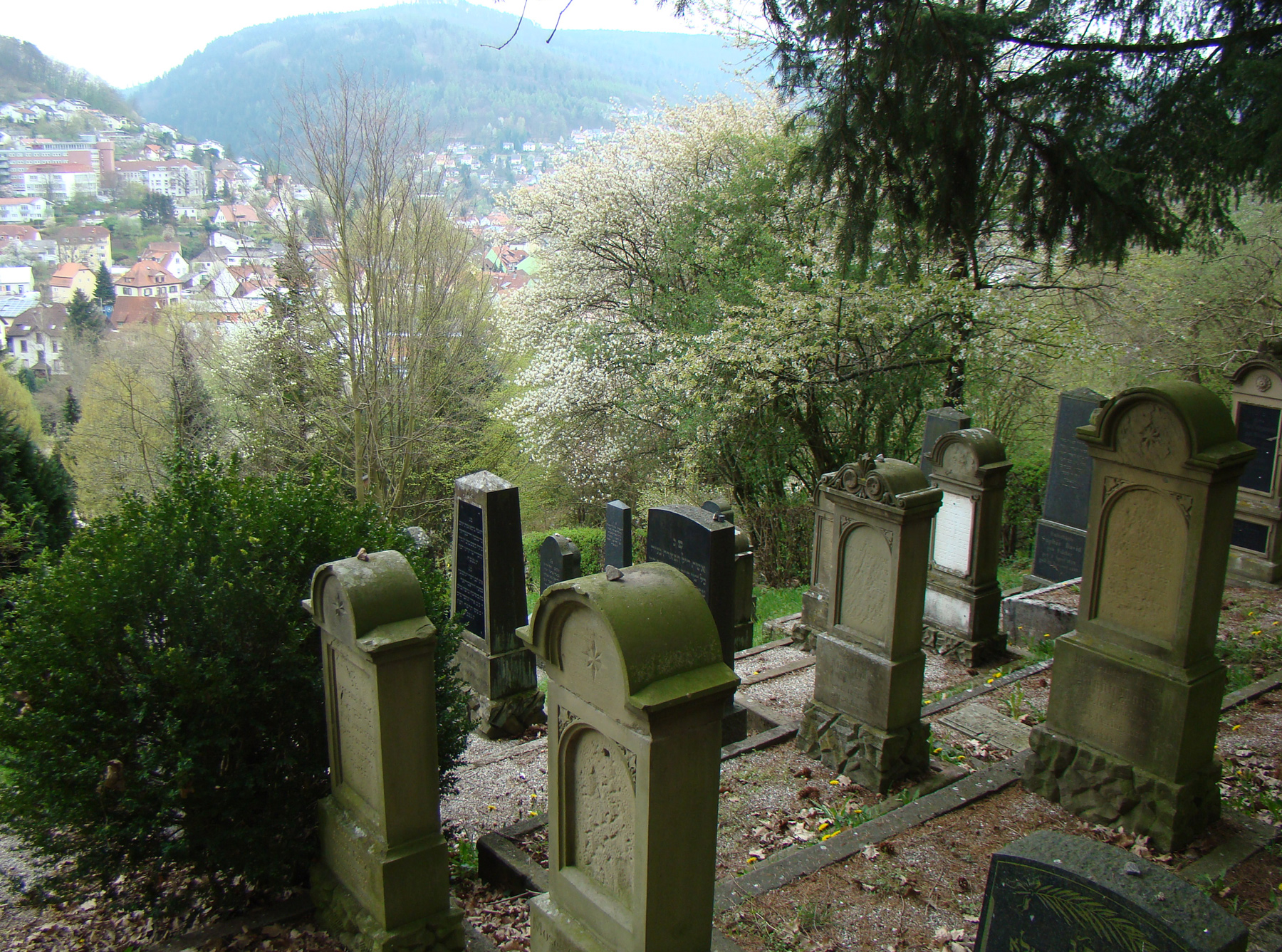
Der jüdische Friedhof am Ohrsberg oberhalb von Eberbach

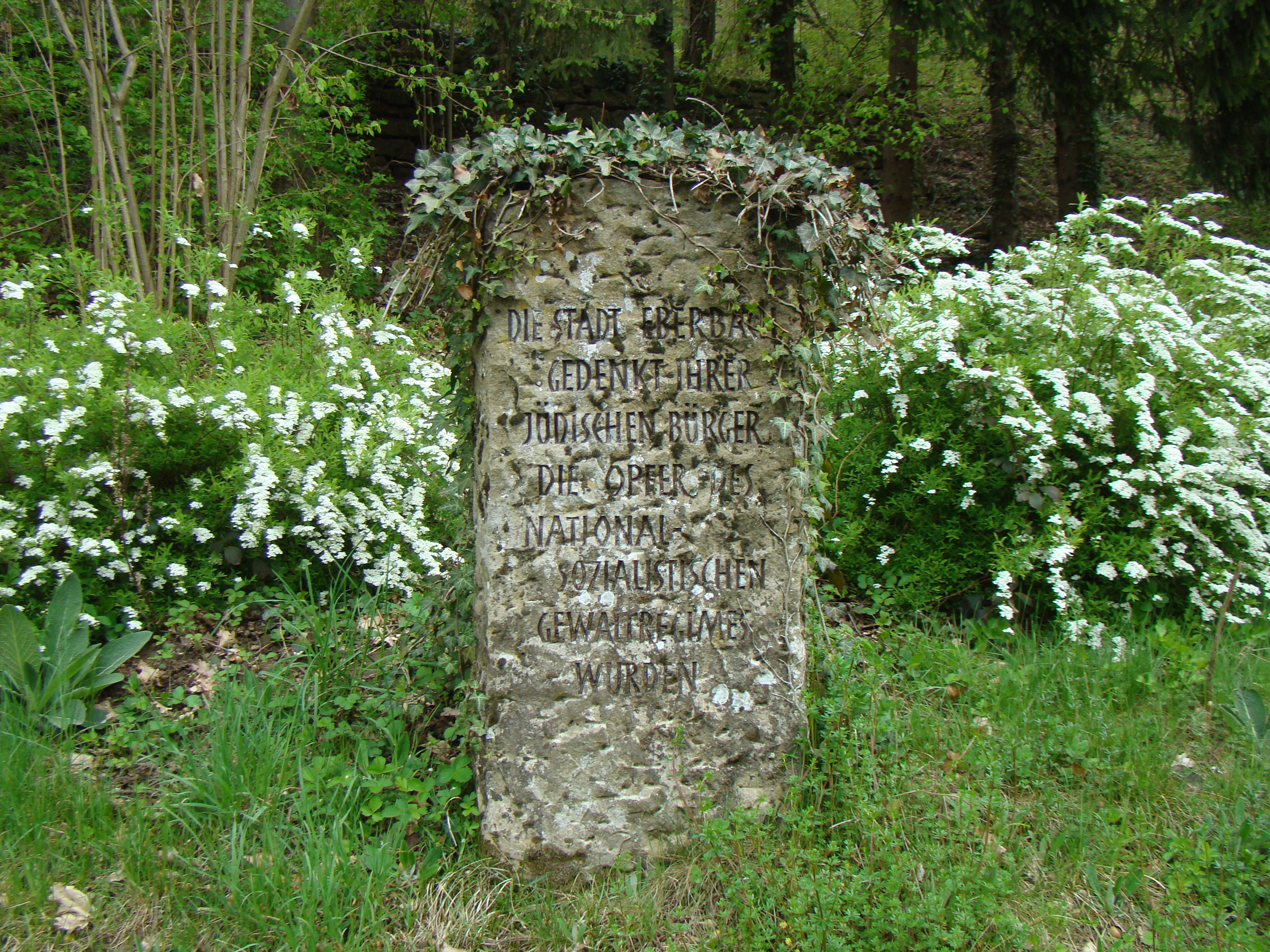
Gedenkstein

Der Jüdische Friedhof Eberbach ist ein jüdischer Friedhof in Eberbach, einer Stadt im Rhein-Neckar-Kreis im nördlichen Baden-Württemberg.
Die Toten der im Wesentlichen erst seit etwa 1800 bestehenden jüdischen Gemeinde Eberbach wurden zunächst auf dem jüdischen Friedhof Hirschhorn beigesetzt. Die jüdische Gemeinde in Eberbach wuchs dann vor allem nach 1860 durch den Zuzug von Juden aus Zwingenberg und Strümpfelbrunn stark an. Die Überführung von Toten aus dem badischen Eberbach ins hessische Hirschhorn bedurfte stets einer Genehmigung und der Zahlung von Leichentaxen. 1891 beantragte die Eberbacher jüdische Gemeinde daher die Errichtung eines eigenen Friedhofs. Die Stadt stellte dafür ein Gelände oberhalb des christlichen Friedhofs am Ohrsberg zur Verfügung. Der Synagogenrat bemängelte die steile und felsige Beschaffenheit des Platzes und den beschwerlichen Zugang, die politische Gemeinde hat den Platz nach längeren Streitigkeiten aber dennoch bis zum 27. Oktober 1891 fertiggestellt. Der jüdische Friedhof hat eine Fläche von 7,56 Ar. Die Planunterlagen weisen eine Kapazität von 131 Grabstellen aus. Die erste Bestattung fand 1891, die letzte 1940 statt. Heute sind noch 42 Grabsteine vorhanden. 
Ein Gedenkstein der Stadt Eberbach erinnert heute auf dem Friedhof an die jüdischen Bürger, die Opfer des nationalsozialistischen Gewaltregimes wurden.